# Aksarayspor
Aksarayspor ist ein türkischer Sportverein aus Aksaray.

## Bekannte ehemalige Spieler
- Ferdi Başoda
- Tayfun Özkan

## Bekannte ehemalige Trainer
- Levent Arıkdoğan
- Erol Azgın
- Ali Nail Durmuş
- Mehmet Gönülaçar
- Ömer Kaner
- Orhan Kapucu
- Kahraman Karataş
- Yavuz İncedal
- Enver Ürekli